# Zeilhagedissen
Zeilhagedissen (Hydrosaurus) zijn een geslacht van hagedissen uit de familie agamen (Agamidae).

## Naam en indeling
De wetenschappelijke naam van de groep werd voor het eerst voorgesteld door Johann Jakob Kaup in 1828. Er zijn drie soorten, die al lange tijd bekend zijn, de meest recent beschreven soort stamt uit 1911. In het verleden zijn ook een aantal varanen onder de naam Hydrosaurus beschreven, zoals de Indische varaan (Varanus salvator).
Sommige soorten werden eerder tot de geslachten Lacerta, Istiurus en Lophura gerekend.

## Uiterlijke kenmerken
De naam is te danken aan de opmerkelijke stekelkam op de rug en met name de grote kam op het voorste deel van de staart, die aan een zeil doen denken. Deze staartkam is verstevigd door rib-achtige uitsteeksels van de staartwervels. De lichaamskleur is meestal groen tot bruin of grijsbruin, de huid is bedekt met kleine schubben. De staart is plat en krachtig en is langer dan het lichaam. De kop is kort en breed en draagt een keelwam. De soorten worden ook vrij groot en kunnen een lichaamslengte bereiken van meer dan een meter inclusief staart.

## Levenswijze
Alle soorten leven langs het water, en zijn goede zwemmers. Op het menu staan insecten en andere ongewervelden zoals duizendpoten maar de oudere dieren gaan steeds meer plantendelen eten. Alle soorten zijn eierleggend en zetten de eieren af in zanderige rivieroevers.

## Verspreiding en habitat
De soorten komen voor in delen van zuidelijk Azië en leven in de landen Filipijnen, Indonesië en Nieuw-Guinea.
De habitat bestaat uit de oeverbegroeiing van tropische bossen langs rivieren en meren. De hagedissen bewonen over het water hangende takken en struiken. Bij gevaar springen ze in het water en zwemmen weg.

## Beschermingsstatus
Door de internationale natuurbeschermingsorganisatie IUCN is aan een soort een beschermingsstatus toegewezen. De Filipijnse waterleguaan (Hydrosaurus pustulatus) wordt als 'kwetsbaar' beschouwd (Vulnerable of VU).

## Soorten
Het geslacht omvat de volgende soorten, met de auteur en het verspreidingsgebied.
| afbeelding | Naam                                             | Auteur            | Verspreidingsgebied     |
| ---------- | ------------------------------------------------ | ----------------- | ----------------------- |
|            | Soa-soa (Hydrosaurus amboinensis)                | Schlosser, 1768   | Indonesië, Nieuw-Guinea |
|            | Filipijnse waterleguaan (Hydrosaurus pustulatus) | Eschscholtz, 1829 | Filipijnen              |
|            | Weber's waterleguaan (Hydrosaurus weberi)        | Barbour, 1911     | Indonesië               |